# Годермарський Йосиф Іван
о. Йосиф Іван Годермарський (? — 16 лютого 1729) — український церковний діяч на Закарпатті, священник-василіянин, претендент на мукачівську єпископську катедру (1707–1715), архимандрит Мукачівського греко-католицького василіянського монастиря св. Миколая на Чернечій горі (1715–1729).

## Життєпис
Народився в містечку Годермарк (нині с. Ігляни у Пряшівському краї Словаччини). Вивчав богослов'я у Трнавському університеті. Священничі свячення прийняв у 1701 році, після чого три роки служив для греко-католиків у Боснії. У 1704 р. прибув до Мукачева, де єпископ Йосиф (Іван) де Камеліс призначив його своїм генеральним вікарієм.

### Кандидат на єпископську катедру
По смерті згаданого єпископа австрійський цісар Йосиф І 22 вересня 1707 р. призначив о. Годермарського мукачівським єпископом. Його кандидатуру підтримували широкі кола духовенства Мукачівської єпархії. Внаслідок інтриг прихильників Ференца ІІ Ракоці та яґерського римо-католицького єпископа, який прагнув підпорядкувати собі Мукачівську єпархію, а також внаслідок протистояння Австрії і Папи римського о. Годермарський не отримав затвердження від Апостольського престолу в Римі. Натомість Ференц II Ракоці звертався до київського унійного (греко-католицького) митрополита Лева Слюбича-Заленського, щоби він «наново включив Мукачівську єпархію під владу київських митрополитів» і висвятив на єпископа для Мукачева ченця Петронія Камінського. Прагнучи уникнути потреби породження своєї кандидатури з боку Ракоці, як трансільванського князя і володаря Мукачівської домінії, о. Годермарський здійснив фатальну помилку: заперечив саме існування Мукачівської єпархії і твердив, що існує тільки Апостольський вікаріят, для якого достатньо призначення вікарія з Риму. Тож о. Годермарський звернувся по затвердження до Риму. Але київський митрополит не міг прийняти кандидатуру П. Камінського, а Папа римський не прийняв кандидатуру І. Годермарського.

Оскільки ще 28 березня 1707 р. Конґреґація пропаганди віри постановила займенувати адміністратором апостольського вікаріяту з центрому в Мукачеві перемиського унійного єпископа Юрія Винницького, а папа Климент XI затвердив цього єпископа апостольським вікарієм 7 квітня 1707 р., то о. Годермарський і о. Камніський перебували у складній ситуації. П. Камінський помер 17 червня 1710 р., але й тоді о. Годермарський не залишився єдиним кандидатом на єпископа, бо Рим затвердив апостольським вікарієм для Мукачева василіянина з Галичини о. Полікарпа Филиповича. Останнього не прийняв уже цісар. Зрештою Ракоці виставив своїм кандидатом на єпископа о. Юрія Бізанція. За підсумком кількох років протистояння саме о. Бізанцій став єпископом. 5 лютого 1716 р. він був займенований папою Климентом ХІ «апостольським вікарієм в Мукачівській єпархії та інших здобутих територіях Мадярщини», а 9 грудня 1716 р. отримав єпископські свячення у Володимирі від київського митрополита Лева Кишки. Своєю чергою о. Годермарський 1713 р. прийняв чернечий постриг у Лаврівському монастирі на Львівщині й прийняв ім'я «Йосиф». Розуміючи безперспективність своєї боротьби, він остаточно зрікся своєї кандидатури на єпископа 14 листопада 1715 р., хоча його далі підтримувало місцеве духовенство. Яскравою характеристикою о. Годермарського є слова історика Антонія Годинки, який пише, що цей діяч:
«[…] любив свою віру, свій обряд, боронив право вибору для духовенства і тому священники залишилися йому вірні».
За угодою з єпископом Юрієм (у чернецтві Геннадієм) Бізанцієм, укладеною 10 квітня 1716 р., Йосиф (Іван) Годермарський став його генеральним вікарієм та архимандритом Мукачівського василіянського монастиря на Чернечій горі, де й помер 16 лютого 1729 р.

### Мукачівський архімандрит
О. Годермарський обійняв управління Мукачівським монастирем св. Миколая після придушення повстання Ракоці у 1710 р. Чернеча обитель була спустошена, в ній жили світські люди, а ченці розбіглися, в тому числі до безпечної Галичини. Тож настоятель відбудував монастирську церкву і будівлю монастиря, запросив трьох монахів з Лаврівського монастиря, щоби оновити чернече життя за зразком реформи київського митрополита Йосифа Велямина Рутського, тобто за монашими правилами, укладеними митрополитом. Також він підтримував господарів монастирських сіл Бобовище і Лавки: видавав їм посівне зерно; у 1714 р. звільнив селян Лавок від податків на три роки.
Конкуренція за мукачівську єпископську катедру, в якій брав участь Й. І. Годермарський, привела до подальшого послаблення Мукачівської єпархії і її сильнішого підпорядкування Яґерській римо-католицькій єпархії і подальшої боротьби за звільнення від цієї залежності. З іншого боку, о. Годермарський з 1716 р. став першим нелажежним від мукачівського єпископа настоятелем Мукачівського монастиря: до того верховними настоятелями цього головного монастиря на теренах єпархії були самі єпископи. Це стало одним з етапів для утворення у 1733 р. незалежної василіянської Провінції на Закарпатті.
О. Годермарський похований у крипті монастирської церкви св. Миколая на Чернечій горі в Мукачеві, де поховані інші визначні церковні діячі Закарпаття, зокрема василіяни о. Йоанникій Базилович та о. Анатолій Кралицький.

### Творчість
О. Йосиф (Іван) Годермарський є автором «Записника», в якому нотував події в Мукачівському монастирі та на Закарпатті загалом.